# (2543) Machado
(2543) Machado (1980 LJ; 1943 UB; 1948 QP; 1959 SL; 1976 YQ6; 1981 RN1) ist ein ungefähr 14 Kilometer großer Asteroid des äußeren Hauptgürtels, der am 1. Juni 1980 vom belgischen Astronomen Henri Debehogne am La-Silla-Observatorium auf dem La Silla in La Higuera in Chile (IAU-Code 809) entdeckt wurde.

## Benennung
(2543) Machado wurde nach dem Astronomen Luiz Eduardo da Silva Machado (?–1992) benannt, der Direktor des Valongo-Observatoriums und Professor an der Universidade Federal do Rio de Janeiro war. Er war Mitbegründer des Programms zur Asteroidenentdeckung an der Europäischen Südsternwarte (IAU-Code 262).